# Delio Fernández
Delio Fernández Cruz (Moaña, 17 febbraio 1986) è un ex ciclista su strada spagnolo.

## Palmarès

### Strada
- 2011 (Onda Boavista, una vittoria)

Clássica de Amarante
- 2013 (OFM-Quinta da Lixa, tre vittorie)

3ª tappa Volta às Terras de Santa Maria da Feira (Vale de Cambra > Vale de Cambra)
Classifica generale Volta às Terras de Santa Maria da Feira
3ª tappa Volta a Portugal (Trofa > Fafe)
- 2014 (OFM-Quinta da Lixa, una vittoria)

Classifica generale Grande Prémio Internacional de Torres Vedras-Troféu Joaquim Agostinho
- 2015 (W52-Quinta da Lixa, due vittorie)

2ª tappa Volta a Portugal (Macedo de Cavaleiros > Montalegre)
7ª tappa Volta a Portugal (Condeixa-a-Nova > Seia)
- 2017 (Delko Marseille Provence KTM, una vittoria)

Classifica generale Giro d'Austria
- 2023 (AP Hotels & Resorts-Tavira, una vittoria)

5ª tappa Volta a Portugal (Mação > Covilhã)

## Piazzamenti

### Grandi Giri
- Giro d'Italia

2009: 124º
- Vuelta a España

2010: 60º

### Competizioni mondiali
- Campionati del mondo di ciclocross

Monopoli 2003 - Juniores: 35°
Pontchâteau 2004 - Juniores: 14°